# Associação de Basquete de Israel
A Associação de Basquete de Israel (em inglês: Basketball Association of Israel) é um organismo que controla as competições de clubes e a seleção nacional de Israel. Pertence à associação continental FIBA Europa.

## Registros
- 1300 Clubes Registrados.
- 2500 Jogadoras Autorizadas
- 25000 Jogadores Autorizados